# Ukraińska Organizacja Wojskowa

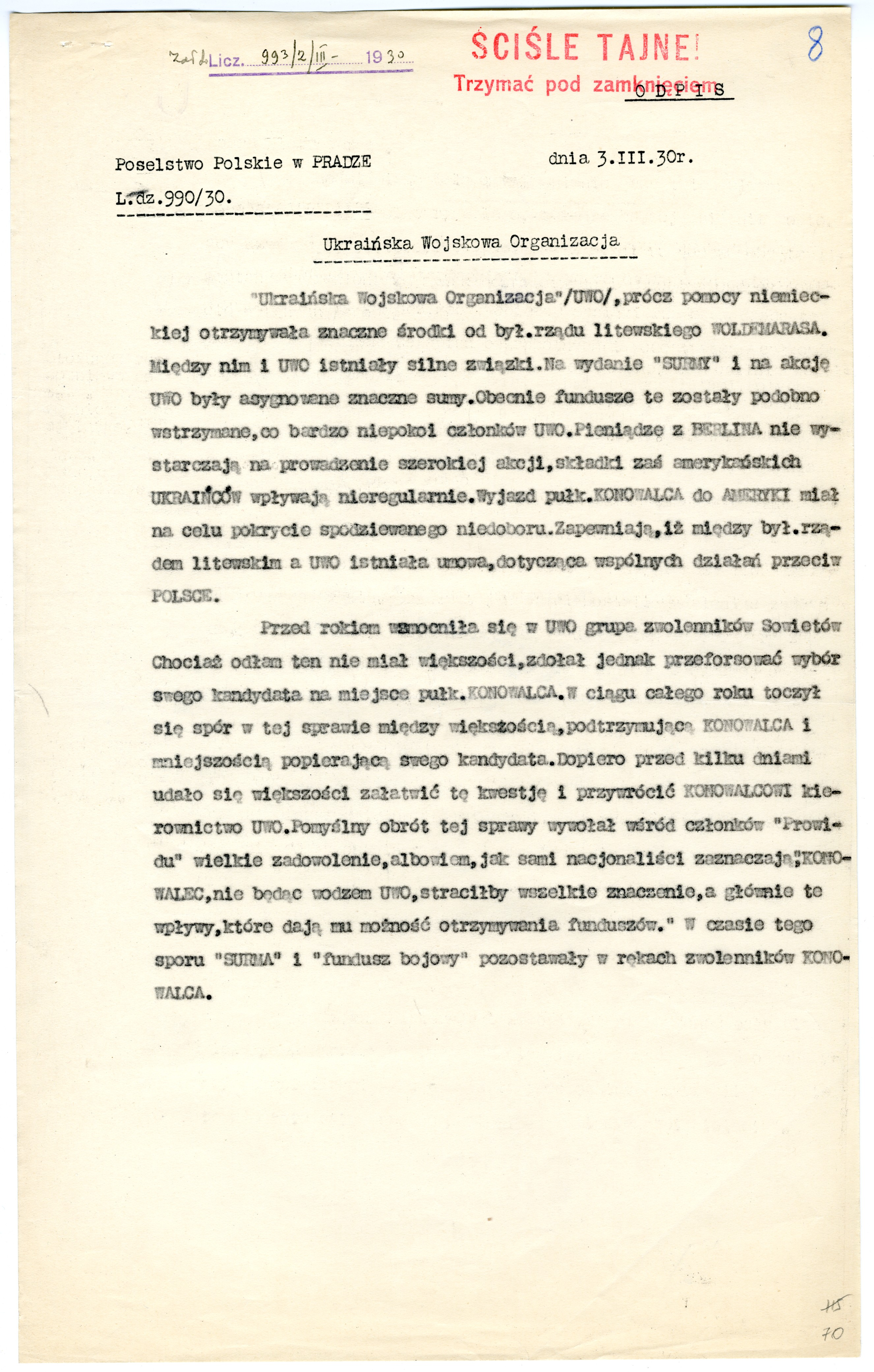
Ściśle tajny raport Poselstwa Rzeczypospolitej Polskiej w Pradze na temat UWO z marca 1930 roku

Ukraińska Organizacja Wojskowa (UWO), ukr. Українська Військова Організація, Ukrajinśka Wijśkowa Orhanizacija (УВО) – nielegalna, sabotażowa i terrorystyczna organizacja ukraińska w II Rzeczypospolitej, istniejąca w latach 1920–1933.

## Cele organizacji
Do najważniejszych celów stawianych sobie przez organizację należały:
- zbrojna walka o utworzenie niezależnego państwa ukraińskiego poprzez oderwanie od Polski województw: lwowskiego, tarnopolskiego i stanisławowskiego[2]
- zamachy terrorystyczne
- sabotaż
- działalność szpiegowska (także na rzecz Niemiec)
- różnego rodzaju szkolenia wojskowe młodzieży, przede wszystkim: terrorystyczne, szpiegowskie, wywiadowcze, dla prowokatorów i dywersantów (m.in. w szeregach Reichswehry)[3]
- przeciwdziałanie porozumieniu Ukraińców z Polską (poprzez wywoływanie konfliktów między ludnością polską a ukraińską) oraz ZSRR.

## Historia
Organizacja powołana została 31 sierpnia 1920 w Pradze, na I Zjeździe Zagranicznym Przedstawicieli Ukraińskich Organizacji Wojskowych. Wzięli w nim udział przedstawiciele Korpusu Strzelców Siczowych, Ukraińskiej Armii Halickiej (głównie jej 6 Brygady), Związku Oficerów Ukraińskich z Wiednia, tzw. „sotni robotniczych” z Rusi Zakarpackiej oraz emigracji ukraińskiej z Ameryki. Na czele utworzonego Kolegium Naczelnego UWO stanął sotnik Osyp Nawrocki. Oprócz niego członkami Kolegium zostali: Mychajło Matczak, Jarosław Czyż, Jurij Polanski, Wołodymyr Cełewycz.
Według Grzegorza Motyki nazwa organizacji nieprzypadkowo nawiązywała do nazwy Polskiej Organizacji Wojskowej, a członkowie UWO odwoływali się później do polskich doświadczeń z walk o niepodległość.
20 lipca 1921 roku władzę w organizacji objął Jewhen Konowalec. Szefem sztabu był ppłk Jurko Otmarsztejn, zajmował się on równocześnie organizacją działania UWO na terenie USRR. Podobną działalność prowadził również jego zastępca ppłk Jurko Tjutjunnyk oraz oficerowie: Iwan Andruch, M. Opoka, W. Romanyk, Nerosłyk, Reszetuch. Pierwsi dwaj zostali zabici w Kijowie po wykryciu Centralnego Ukraińskiego Komitetu Powstańczego.
W 1925 roku Kwatera Główna UWO została przeniesiona do Berlina. UWO korzystała z materialnego wsparcia Czechosłowacji, zwłaszcza prezydenta Tomáša Masaryka i ludzi z jego otoczenia.
Od 1929 UWO formalnie stała się częścią Organizacji Ukraińskich Nacjonalistów, jednak działała jako autonomiczny Wydział Bojowy, a ostatecznie o połączeniu organizacji zdecydowano na konferencji w Pradze w dniach 3–6 czerwca 1933.
Organem prasowym UWO był miesięcznik „Surma” wydawany w latach 1927–1928 w Berlinie, a w latach 1928–1934 w Kownie – stolicy Litwy (również wspierającej UWO, w nakładzie ok. 10 000 egzemplarzy i przemycany na terytorium Polski.

### Działalność szpiegowska
UWO było przez cały czas swojego istnienia finansowane, wspierane i kontrolowane przez Abwehrę, a kierownictwo UWO utrzymywało stałe kontakty z niemieckimi oficerami. Wywiadem organizacji kierował Roman Suszko. W celu kontrolowania UWO Niemcy oddelegowali do niej w charakterze kierownika politycznego Riko Jary’ego (oficera wywiadu austriackiego, a potem niemieckiego), który pod pretekstem prowadzenia badań naukowych szpiegował na rzecz Abwehry i zbierał dane o sytuacji w Polsce i jej potencjale zbrojeniowym.
UWO od 1922 roku, w zamian za wsparcie materialne i obietnice polityczne, przekazywała Niemcom materiały wywiadowcze.
W 1922 roku członkowie UWO, zgodnie z porozumieniem ukraińsko-niemieckim, odbywali przeszkolenie w Reichswehrze. Rok później w Monachium powstał specjalny ośrodek szkoleniowy dla Ukraińców, a w 1924 zorganizowano kolejny szkolący dywersantów, terrorystów i szpiegów. Kandydatów mających odbyć szkolenia typował Związek Ukraińskich Oficerów w Niemczech (założony w 1921 r.). Poza tym w Wolnym Mieście Gdańsku od 1928 zaczęto szkolić ukraińskich dowódców, Abwehra zorganizowała także szkolenia w Czechosłowacji. Dodatkowe kursy (dla osób mających prowadzić wywiad i dywersję w ZSRR) urządzano w Królewcu, były one organizowane przez niemiecką Abwehrgruppe przy sztabie 1 Dywizji w tym mieście. Informatorami byli Ukraińcy m.in. pełniący służbę wojskową w polskiej armii, kolejarze, pocztowcy, urzędnicy czy pracownicy leśni. O skali ukraińskiej działalności szpiegowskiej świadczy chociażby fakt, że tylko w 1928 roku w polskich więzieniach karę pozbawienia wolności odbywało stu agentów związanych z UWO.

### Działania terrorystyczne i sabotażowe UWO
Ukraińska Organizacja Wojskowa przez cały okres swojego istnienia prowadziła działalność przeciwko państwu polskiemu. Największe nasilenie jej akcji terrorystycznych i dywersyjnych miało miejsce w roku 1922 i 1930 podczas tzw. pierwszego i drugiego wystąpienia UWO).
Najważniejsze akcje UWO:
- 25 września 1921 – nieudany zamach na Naczelnika Państwa marszałka Józefa Piłsudskiego i wojewodę lwowskiego Kazimierza Grabowskiego,
- maj 1922 – zniszczenia w okolicach Przemyśla (spalenie magazynów wojskowych, uszkodzenie linii kolejowej i sieci telegraficznej),
- lato 1922 – dokonanie około 300 aktów sabotażu i dywersji, w tym 129 podpaleń stogów zboża i budynków gospodarczych w polskich folwarkach[9],
- 15 października 1922 – zamach i zamordowanie ukraińskiego nauczyciela i poety Sydora Twerdochliba (kandydata bloku „chliborobów” do Sejmu RP w wyborach 1922 roku, działającego na rzecz zbliżenia polsko-ukraińskiego) na stacji Sapieżanka[3],
- 1922 – wysadzenie składu pocisków artyleryjskich w Rzeszowie, wysadzenie mostu kolejowego w Jaworowie, zniszczenie urządzeń wodnych w Lubaczowie, akty dywersyjne na kolei: na linii Lwów – Bóbrka (zniszczenie aparatury sygnalizacyjnej i łączności telefonicznej), koło Gródka Jagiellońskiego (rozkręcenie szyn), zniszczenie słupów telefonicznych na linii: Stanisławów – Kołomyja, Lwów – Sapieżanka, Lwów – Żółkiew[3],
- 30 maja 1924 – napad na ambulans pocztowy pod Kałuszem,
- 30 sierpnia 1924 – zamordowanie Sofrona Matwijasa, matematyka, dyrektora utrakwistycznego żeńskiego seminarium nauczycielskiego w Przemyślu[10].
- 5 września 1924 – wrzucenie petardy prochowej pod powóz przebywającego we Lwowie prezydenta RP Stanisława Wojciechowskiego[11];
- 29 września 1924 – próba napadu na ambulans pocztowy na trasie Dunajów – Pomorzany w powiecie zborowskim, ostrzelanie polskich funkcjonariuszy Policji Państwowej[12],
- 28 listopada 1924 – napad na ambulans pocztowy pod Kałuszem,
- 27 marca 1925 – napad na Pocztę Główną we Lwowie, zrabowano 32 500 złotych[13]
- lato 1925 – napad na ambulans pocztowy pod Bohorodczanami, napad na urząd skarbowy w Dolinie, napad na urząd skarbowy w Śremie,
- 19 października 1926 – zamordowanie lwowskiego kuratora szkolnego Stanisława Sobińskiego,
- 7 września 1929 – zamach bombowy na budynek dyrekcji Targów Wschodnich we Lwowie; uszkodzenie budynku, trzy osoby ranne[14][15],
- 6 marca 1929 – napad członków UWO-OUN na listonosza Franciszka Kochanowskiego we Lwowie. Listonosz wyrwał się napastnikom i zbiegł alarmując policję. Jeden z napastników został zatrzymany w czasie pościgu, drugi postrzelony w czasie pościgu zmarł z odniesionych ran[16],
- 30 lipca 1930 – napad na ambulans pocztowy pod Bóbrką, rabunek 26 tys. złotych z transportu pocztowego, zabito konwojującego policjanta Józefa Molewskiego[12],
- 28 października 1930 – napad na ambulans pocztowy w okolicach Bełza, zrabowano 13.720 zł, zabito jedną osobę, a ciężko raniono drugą (konwojenta)[17].

Tadeusz Olszański oceniał (1994), że w czasie samego przebiegu wyborów do Sejmu Polskiego w 1922 roku, UWO i ukraińscy komuniści dokonali około 2300 podpaleń i trzydzieści osiem aktów dywersji na kolei na szkodę państwa polskiego. Grzegorz Motyka uważa (2011), że bliższa rzeczywistości jest liczba około 300 aktów sabotażu i dywersji. Wśród nich wymienia:
- 17 zamachów na funkcjonariuszy państwa (zabito 5 osób);
- 15 zamachów na Ukraińców (zabito 9 osób);
- 129 podpaleń i rabunków;
- 27 aktów sabotażu w obiektach państwowych;
- 35 przypadków przecięcia łączności.

Członkowie UWO specjalizowali się także m.in. w rozprowadzaniu wśród ukraińskich chłopów nielegalnych broszur instruktażowych w których uczono prowadzenia działalności terrorystycznej i sabotażowej. Ukazywały się one pod zmienionymi tytułami dla zakamuflowania ich treści, np.: Gospodarstwo wiejskie, Gimnastyka i jej wpływ na zdrowie, Żywoty świętych. Ukraińcy z UWO dopuścili się także innych licznych akcji sabotażowych związanych ze zrywaniem łączności telefonicznej i telegraficznej, rozsyłania anonimów z groźbami do osób lojalnych wobec państwa polskiego, niszczenie mienia publicznego, znieważanie polskiego godła państwowego, bojkot uroczystości państwowych, kolportaż nielegalnych druków gloryfikujących członków UWO.
W organie prasowym UWO „Surma” w maju 1929 anonimowy autor pisał o taktyce organizacji:

Terrorem i sabotażami należy odstraszyć polskie zajdy od wstępowania na nasze ziemie. Niech każdy polski kolonista będzie świadomy tego, że musi stracić ziemię prędzej czy później, czym prędzej pozbędzie się ziemi sam, tym lepiej dla niego, gdyż nie naraża swojego życia i majątku.

Wcześniej konspiracyjna organizacja o tej samej nazwie została utworzona przez oficerów Legionu Ukraińskich Strzelców Siczowych wiosną 1917. W jej skład wchodzili: Dmytro Witowski, Osyp Bukszowanyj, Iwan Syjak i Hryhorij Kossak. Organizacja uległa samorozwiązaniu jesienią 1917 na prośbę Jewhena Petruszewycza i Kostia Łewyckiego.

## Władze
Komendantem naczelnym UWO był w latach 1921–1929 Jewhen Konowalec

### Krajowi komendanci UWO[21]
- 1922–1923 – Jurij Polanski
- 1923 – Petro Bakowycz
- 1923 – 10 kwietnia 1924 – Andrij Melnyk
- 1924 – czerwiec 1926 – Jarosław Indyszewski
- czerwiec 1926 – styczeń 1927 – Julijan Hołowinski
- styczeń 1927 – listopad 1928 – Roman Suszko
- listopad 1929 – październik 1929 – Omelan Senyk
- październik 1929 – czerwiec 1930 – Roman Suszko
- od czerwca 1930 do września 1930 – Julijan Hołowinski